# Auguste von Harrach
Auguste von Harrach (Dresda, 30 agosto 1800 – Bad Homburg, 5 giugno 1873) fu la seconda moglie di Federico Guglielmo III di Prussia.

## Biografia
Era la figlia del conte Ferdinand Joseph von Harrach di Rohrau (1763-1841), e di sua moglie, la baronessa Christiane von Rayski (1767-1830).

## Matrimonio
Incontrò per la prima volta il suo futuro sposo nel 1822 a Teplice, una rinomata località termale. Nel 1810 Federico Guglielmo III era rimasto vedovo della prima moglie Luisa di Meclemburgo-Strelitz.
Il 9 novembre 1824 si sposarono. Il loro fu un matrimonio morganatico, che è stato inizialmente tenuto segreto. La cerimonia ebbe luogo nella cappella di Charlottenburg e Auguste ricevette il titolo di principessa di Legnica e contessa di Hohenzollern. La coppia non ebbe figli.
Il 25 novembre 1826 Auguste si convertì alla fede protestante.
Al funerale di suo marito, per ragioni legate al protocollo di corte, non le fu permesso di partecipare.

## Vedovanza
Dal 1840, la principessa di Liegnitz continuò a vivere come una vedova al Prinzessinnenpalais.
Viaggiò in Svizzera, Firenze, Roma e l'Inghilterra. Morì il 5 giugno 1873, durante un soggiorno termale a Bad Homburg. Fu sepolta nella cripta del mausoleo a Charlottenburg, vicino al marito.
Fu una madrina di suo nipote, il pittore Ferdinand von Harrach (1832-1915), figlio di suo fratello Carl Phillip.

## Ascendenza
|                                  |                        |                                       | Genitori                                    |  |  | Nonni |  |  | Bisnonni                            |  |  | Trisnonni                        |  |
|                                  |                        |                                       |                                             |  |  |       |  |  | Friedrich August von Harrach-Rohrau |  |  | Aloys Thomas Raimund von Harrach |  |
|                                  |                        |                                       |                                             |  |  |       |  |  | Friedrich August von Harrach-Rohrau |  |  | Aloys Thomas Raimund von Harrach |  |
|                                  |                        | Anna Cäcilia von Thannhausen          |                                             |  |  |       |  |  | Friedrich August von Harrach-Rohrau |  |  |                                  |  |
| Ernst Guido Graf von Harrach     |                        |                                       |                                             |  |  |       |  |  | Friedrich August von Harrach-Rohrau |  |  |                                  |  |
|                                  |                        | Maria Eleonore von Liechtenstein      | Anton Florian von Liechtenstein             |  |  |       |  |  |                                     |  |  |                                  |  |
|                                  |                        | Maria Eleonore von Liechtenstein      | Anton Florian von Liechtenstein             |  |  |       |  |  |                                     |  |  |                                  |  |
|                                  |                        | Maria Eleonore von Liechtenstein      | Eleonore Barbara von Thun und Hohenstein    |  |  |       |  |  |                                     |  |  |                                  |  |
| Ferdinand Joseph von Harrach     |                        | Maria Eleonore von Liechtenstein      |                                             |  |  |       |  |  |                                     |  |  |                                  |  |
|                                  |                        | Karl Maximilian von Dietrichstein     | Walther Franz Xaver Anton von Dietrichstein |  |  |       |  |  |                                     |  |  |                                  |  |
|                                  |                        | Karl Maximilian von Dietrichstein     | Walther Franz Xaver Anton von Dietrichstein |  |  |       |  |  |                                     |  |  |                                  |  |
|                                  |                        | Karl Maximilian von Dietrichstein     | Caroline Maximiliane Pruskovska z Pruskova  |  |  |       |  |  |                                     |  |  |                                  |  |
| Maria Josepha von Dietrichstein  |                        | Karl Maximilian von Dietrichstein     |                                             |  |  |       |  |  |                                     |  |  |                                  |  |
|                                  |                        | Maria Anna von Khevenhüller           | Sigmund Friedrich von Khevenhüller          |  |  |       |  |  |                                     |  |  |                                  |  |
|                                  |                        | Maria Anna von Khevenhüller           | Sigmund Friedrich von Khevenhüller          |  |  |       |  |  |                                     |  |  |                                  |  |
|                                  |                        | Maria Anna von Khevenhüller           | Ernestine von Orsini und Rosenberg          |  |  |       |  |  |                                     |  |  |                                  |  |
| Auguste von Harrach              |                        | Maria Anna von Khevenhüller           |                                             |  |  |       |  |  |                                     |  |  |                                  |  |
|                                  | Johann Carl von Rayski | …                                     |                                             |  |  |       |  |  |                                     |  |  |                                  |  |
|                                  | Johann Carl von Rayski | …                                     |                                             |  |  |       |  |  |                                     |  |  |                                  |  |
|                                  | Johann Carl von Rayski | …                                     |                                             |  |  |       |  |  |                                     |  |  |                                  |  |
| Johann Heinrich Adolf von Rayski | Johann Carl von Rayski |                                       |                                             |  |  |       |  |  |                                     |  |  |                                  |  |
|                                  |                        | Sophie Dorothea von Loeben            | George Friedrich von Loeben                 |  |  |       |  |  |                                     |  |  |                                  |  |
|                                  |                        | Sophie Dorothea von Loeben            | George Friedrich von Loeben                 |  |  |       |  |  |                                     |  |  |                                  |  |
|                                  |                        | Sophie Dorothea von Loeben            | Eva Sophia von Schönberg                    |  |  |       |  |  |                                     |  |  |                                  |  |
| Christiane von Rayski            |                        | Sophie Dorothea von Loeben            |                                             |  |  |       |  |  |                                     |  |  |                                  |  |
|                                  |                        | Johann Gottlieb von Leyser            | Christian von Leyser                        |  |  |       |  |  |                                     |  |  |                                  |  |
|                                  |                        | Johann Gottlieb von Leyser            | Christian von Leyser                        |  |  |       |  |  |                                     |  |  |                                  |  |
|                                  |                        | Johann Gottlieb von Leyser            | Anna Clara Detzschel                        |  |  |       |  |  |                                     |  |  |                                  |  |
| Christiane Sophie von Leyser     |                        | Johann Gottlieb von Leyser            |                                             |  |  |       |  |  |                                     |  |  |                                  |  |
|                                  |                        | Sophie Elisabeth Weller von Molsdorff | Johann Weller von Molsdorff                 |  |  |       |  |  |                                     |  |  |                                  |  |
|                                  |                        | Sophie Elisabeth Weller von Molsdorff | Johann Weller von Molsdorff                 |  |  |       |  |  |                                     |  |  |                                  |  |
|                                  |                        | Sophie Elisabeth Weller von Molsdorff | Dorothea Fiedler                            |  |  |       |  |  |                                     |  |  |                                  |  |
|                                  |                        | Sophie Elisabeth Weller von Molsdorff |                                             |  |  |       |  |  |                                     |  |  |                                  |  |